# Doresia Krings
Doresia Krings (ur. 13 kwietnia 1977 w Radstadt) – austriacka snowboardzistka, trzykrotna medalistka mistrzostw świata oraz zdobywczyni Pucharu Świata.

## Kariera
Po raz pierwszy na arenie międzynarodowej pojawiła się 5 stycznia 1997 roku w Spitzingsee, gdzie w zawodach FIS Race zajęła trzecie miejsce w gigancie. Nigdy nie wystąpiła na mistrzostwach świata juniorów.
W zawodach Pucharu Świata zadebiutowała 14 lutego 1997 roku w Yakebitaiyamie, zajmując 28. miejsce w gigancie. Tym samym już w swoim debiucie wywalczyła pierwsze pucharowe punkty. Pierwszy raz na podium zawodów tego cyklu stanęła 6 grudnia 2001 roku w Whistler, wygrywając rywalizację w snowcrossie. W zawodach tych wyprzedziła Szwedkę Linę Christiansson i Marni Yamadę z USA. Łącznie 28 razy stawała na podium zawodów PŚ, odnosząc przy tym jedenaście zwycięstw (5 w snowcrossie, 4 w gigancie równoległym i 2 slalomie równoległym). Najlepsze wyniki osiągnęła w sezonie 2006/2007, kiedy to triumfowała w klasyfikacji generalnej i klasyfikacji PAR. W sezonie 2001/2002 zwyciężyła w snowcrossie, a w klasyfikacji generalnej była druga. Małą Kryształową Kulę wywalczyła też w sezonie 2004/2005. Ponadto w sezonie 2002/2003 była druga w klasyfikacji generalnej, w sezonie 2003/2004 była trzecia, a w sezonie 2005/2006 zajęła trzecie miejsce w klasyfikacji snowcrossu.
Na mistrzostwach świata w Whistler zdobyła brązowe medale w gigancie równoległym i slalomie równoległym. W pierwszej z tych konkurencji wyprzedziły ją tylko jej rodaczka, Manuela Riegler i Rosjanka Swietłana Bołdykowa, a w drugiej lepsze były Daniela Meuli ze Szwajcarii i kolejna Austriaczka, Heidi Neururer. Na rozgrywanych dwa lata później mistrzostwach świata w Arosie była trzecia w PSL, plasując się za Neururer i Marion Kreiner. Na tych samych mistrzostwach była też między innymi czwarta w snowcrossie. W 2006 roku wystartowała na igrzyskach olimpijskich w Turynie, zajmując trzynaste miejsce w snowcrossie i jedenaste w PGS. Brała też udział w igrzyskach w Vancouver w 2010 roku, gdzie była dziesiąta w snowcrossie.
W 2010 roku zakończyła karierę.
Jej siostra Heidi także była snowboardzistką.

## Osiągnięcia

### Igrzyska olimpijskie
| Miejsce | Dzień     | Rok  | Miejscowość | Konkurencja       | Zwyciężczyni  |
| ------- | --------- | ---- | ----------- | ----------------- | ------------- |
| 11.     | 17 lutego | 2006 | Turyn       | Snowcross         | Tanja Frieden |
| 13.     | 23 lutego | 2006 | Turyn       | Gigant równoległy | Daniela Meuli |
| 10.     | 16 lutego | 2010 | Vancouver   | Snowcross         | Maëlle Ricker |

### Mistrzostwa świata
| Miejsce | Dzień       | Rok  | Miejscowość | Konkurencja       | Zwyciężczyni              |
| ------- | ----------- | ---- | ----------- | ----------------- | ------------------------- |
| 9.      | 19 stycznia | 2003 | Kreischberg | Snowcross         | Karine Ruby               |
| 9.      | 16 stycznia | 2005 | Whistler    | Snowcross         | Lindsey Jacobellis        |
| 3.      | 18 stycznia | 2005 | Whistler    | Gigant równoległy | Manuela Riegler           |
| 3.      | 19 stycznia | 2005 | Whistler    | Slalom równoległy | Daniela Meuli             |
| 4.      | 14 stycznia | 2007 | Arosa       | Snowcross         | Lindsey Jacobellis        |
| 47.     | 16 stycznia | 2007 | Arosa       | Gigant równoległy | Jekatierina Tudiegieszewa |
| 3.      | 17 stycznia | 2007 | Arosa       | Slalom równoległy | Heidi Neururer            |
| 7.      | 18 stycznia | 2009 | Gangwon     | Snowcross         | Helene Olafsen            |

### Puchar Świata

#### Miejsca w klasyfikacji generalnej
- sezon 1996/1997: 127.
- sezon 1997/1998: 127.
- sezon 2001/2002: 2.
- sezon 2002/2003: 2.
- sezon 2003/2004: 3.
- sezon 2004/2005: -
- sezon 2005/2006: 4.
- sezon 2006/2007: 1.
- sezon 2007/2008: 6.
- sezon 2008/2009: 87.
- sezon 2009/2010: 83.

#### Miejsca na podium
1. Whistler – 6 grudnia 2001 (snowcross) – 1. miejsce
2. Kreischberg – 26 stycznia 2002 (snowcross) – 3. miejsce
3. Tandådalen – 23 marca 2002 (snowcross) – 1. miejsce
4. Berchtesgaden – 25 stycznia 2003 (snowcross) – 3. miejsce
5. Sapporo – 1 marca 2003 (slalom równoległy) – 1. miejsce
6. Valle Nevado – 12 września 2003 (gigant równoległy) – 1. miejsce
7. Tandådalen – 4 grudnia 2003 (gigant równoległy) – 3. miejsce
8. Sölden – 18 października 2003 (gigant równoległy) – 1. miejsce
9. Alpe d’Huez – 10 stycznia 2004 (gigant równoległy) – 2. miejsce
10. Mount Bachelor – 6 marca 2004 (snowcross) – 3. miejsce
11. Valle Nevado – 17 września 2004 (snowcross) – 3. miejsce
12. Sölden – 16 października 2004 (gigant równoległy) – 1. miejsce
13. Saas-Fee – 30 października 2004 (snowcross) – 1. miejsce
14. Nassfeld – 15 grudnia 2004 (snowcross) – 2. miejsce
15. Badgastein – 17 grudnia 2004 (slalom równoległy) – 3. miejsce
16. Sungwoo – 25 lutego 2005 (slalom równoległy) – 3. miejsce
17. Lake Placid – 6 marca 2005 (snowcross) – 3. miejsce
18. Tandådalen – 17 marca 2005 (snowcross) – 1. miejsce
19. Saas-Fee – 22 października 2005 (snowcross) – 2. miejsce
20. Whistler – 9 grudnia 2005 (snowcross) – 1. miejsce
21. Sölden – 21 października 2006 (gigant równoległy) – 2. miejsce
22. Badgastein – 20 grudnia 2006 (slalom równoległy) – 2. miejsce
23. Badgastein – 21 grudnia 2006 (slalom równoległy) – 1. miejsce
24. Nendaz – 28 stycznia 2007 (slalom równoległy) – 3. miejsce
25. Bardonecchia – 2 lutego 2007 (gigant równoległy) – 3. miejsce
26. Szukołowo – 9 lutego 2007 (slalom równoległy) – 2. miejsce
27. Sungwoo – 25 lutego 2007 (gigant równoległy) – 1. miejsce
28. Valle Nevado – 26 września 2007 (snowcross) – 3. miejsce

- W sumie 11 zwycięstw, 6 drugich i 11 trzecich miejsc.